# Vanessa Hehir
Vanessa Hehir es una actriz inglesa, más conocida por haber interpretado a Rosie Cartwright en la serie Heartbeat y a Sue Spark en la serie británica Waterloo Road.

## Biografía
Es hija de Tom y Helen Hehir.
En 2004 se graduó del "Italia Conti Academy of Theatre Arts" en Londres. El 24 de octubre de 2010, se casó con el actor Leon Ockenden, con quien tiene una hija, Lyla Ockenden.

## Carrera
En 2001 apareció como invitada en la serie médica Doctors, donde interpretó a Carrie durante el episodio "Only Skin Deep"; apareció nuevamente en la serie como personaje recurrente interpretando a Kirsten Lind hasta 2009. En 2004 se unió al elenco principal de la serie Heartbeat, donde interpretó a la joven mecánica Rosemary "Rosie" Cartwright hasta 2007. Anteriormente había aparecido por primera vez en la serie en 2001, cuando interpretó a Gail Smethurst durante el episodio "Gin a Body, Meet a Body".
El 11 de noviembre de 2010, se unió al elenco recurrente de la serie Emmerdale Farm, donde interpretó a la enfermera Summers hasta 2011. En 2013 se unió al elenco principal de la serie Waterloo Road, donde interpretó a Sue Spark hasta 2014.

## Filmografía

### Series de televisión
| Año               | Título          | Personaje         | Notas                              |
| ----------------- | --------------- | ----------------- | ---------------------------------- |
| 2015              | Unforgotten     | Thea              | episodio #1.6                      |
| 2015              | Supreme Tweeter | Asistente de Gina | episodio "# TheRedScare"           |
| 2013 - 2014       | Waterloo Road   | Sue Spark         | 30 episodios                       |
| 2001, 2004 - 2007 | Heartbeat       | Rosie Cartwright  | 72 episodios                       |
| 2013              | Stella          | Katie             | episodio # 2.9                     |
| 2012              | Hustle          | Louise Holmes     | episodio "Picasso Finger Painting" |
| 2010 - 2011       | Emmerdale Farm  | Enfermera Summers | 9 episodios                        |
| 2009              | Doctors         | Kirsten Lind      | 25 episodios                       |
| 2004              | Grease Monkeys  | Nicola Jay        | 9 episodios                        |
| 2004              | Down to Earth   | Kate Foster       | episodio "Can't Buy You Love"      |
| 2004              | Holby City      | Karen Claymore    | episodio "The Buck Stops Here"     |

### Películas
| Año  | Título               | Personaje   | Notas                                                                                              |
| ---- | -------------------- | ----------- | -------------------------------------------------------------------------------------------------- |
| 2010 | Ti presento un amico | Cosmetóloga | junto a Raoul Bova, Barbora Bobulova, Kelly Reilly, Stefano Dionisi y Sarah Felberbaum             |
| 2010 | West Is West         | Esther      | junto a Aqib Khan, Om Puri, Linda Bassett, Robert Pugh, Thomas Russell, Lesley Nicol y Jimi Mistry |
| 2002 | Cupboard Love        | Anges       | corto - junto a Rebecca Gallacher, William Pretsell y Curtis Threadgold                            |

### Productora
| Año  | Título | Notas                        |
| ---- | ------ | ---------------------------- |
| 2013 | Desire | corto - productora ejecutiva |